# Danylo Sapunov
Danylo Volodymyrovych Sapunov –en ucraniano, Данило Володимирович Сапунов– (Zaporizhia, 5 de abril de 1982) es un deportista kazajo-ucraniano que compitió en triatlón.
Ganó una medalla de bronce en los Juegos Asiáticos de 2006, y cinco medallas en el Campeonato Asiático de Triatlón entre los años 2002 y 2008. Además, obtuvo dos medallas en el Campeonato Europeo de Triatlón, plata en 2011 y bronce en 2012.

## Palmarés internacional
| Representando a Kazajistán |                            |                   |              |
| Juegos Asiáticos           |                            |                   |              |
| Año                        | Lugar                      | Medalla           | Prueba       |
| 2006                       | Doha (Catar)               | Medalla de bronce | Individual   |
| Campeonato Asiático        |                            |                   |              |
| Año                        | Lugar                      | Medalla           | Prueba       |
| 2002                       | Xuzhou (China)             | Medalla de oro    | Individual   |
| 2004                       | Bahía de Súbic (Filipinas) | Medalla de plata  | Individual   |
| 2006                       | Jiayuguan (China)          | Medalla de plata  | Individual   |
| 2007                       | Tongyeong (Corea del Sur)  | Medalla de oro    | Individual   |
| 2008                       | Cantón (China)             | Medalla de plata  | Individual   |
| Representando a Ucrania    |                            |                   |              |
| Campeonato Europeo         |                            |                   |              |
| Año                        | Lugar                      | Medalla           | Prueba       |
| 2011                       | Pontevedra (España)        | Medalla de plata  | Relevo mixto |
| 2012                       | Eilat (Israel)             | Medalla de bronce | Relevo mixto |